# Сілецька сільська рада (Сокальський район)
Сілецька сільська рада — колишній орган місцевого самоврядування у Червоноградської міської громаді Шептицької районі Львівської області. Адміністративний центр ради — село Сілець.

## Загальні відомості
Водоймища на території, підпорядкованій даній раді: річки Рата, Болотня.

## Населені пункти
Сільській раді підпорядковані населені пункти:
- с. Сілець

## Склад ради
Рада складається з 14 депутатів та голови.

### Керівний склад попередніх скликань
| ПІБ                     | Основні відомості                                      | Дата обрання | Дата звільнення |
| ----------------------- | ------------------------------------------------------ | ------------ | --------------- |
| Годісь Ярослав Іванович | Сільський голова, 1952 р.н., освіта вища, безпартійний | 26.03.2006   | 31.10.2010      |
| Годісь Ярослав Іванович | Сільський голова, 1952 р.н., освіта вища, безпартійний | 31.10.2010   | 12.11.2015      |

Примітка: таблиця складена за даними джерела